# Oqil Salimov
Oqil Umrzoqovich Salimov (ros. Акил Умурзакович Салимов, Akił Umurzakowicz Salimow; ur. 24 grudnia 1928) – przewodniczący Prezydium Rady Najwyższej Uzbeckiej SRR (1983-1986).
Z pochodzenia Uzbek. W 1950 roku ukończył Taszkencki Instytut Politechniczny. W 1954 roku obronił pracę dyplomową oraz został wykładowcą i pracownikiem naukowym Taszkenckiego Instytutu Politechnicznego. Od 1957 w KPZR, w latach 1965–1970 zastępca kierownika i kierownik wydziału KC Komunistycznej Partii Uzbekistanu, w latach 1970–1983 sekretarz KC KPU. W 1981 został doktorem nauk technicznych. Od 20 grudnia 1983 do 6 grudnia 1986 był przewodniczący Prezydium Rady Najwyższej Uzbeckiej SRR i jednocześnie między 1984 a 1986 zastępca przewodniczącego Prezydium Rady Najwyższej ZSRR. Od 6 marca 1986 do 1988 zastępca członka KC KPZR. Deputowany do Rady Najwyższej ZSRR XI kadencji. Po 1987 został rektorem Taszkenckiego Instytutu Irygacji i Mechanizacji Rolnictwa.
Autor ponad 200 artykułów naukowych, 7 monografii i podręczników z zakresu transportu drogowego i inżynierii.